# 避難勧告
避難勧告（ひなんかんこく、英: evacuation advisory）は、日本において災害対策基本法に定められていた、災害が発生する恐れのある場合に被害が予想される対象地域の住民に対して市区町村長が避難を呼び掛ける情報。
「避難指示」の下位に位置付けられていたが、2021年（令和3年）5月20日に施行された改正災害対策基本法により廃止され、避難指示に一本化された。2019年に導入された水害・土砂災害の警戒レベルではレベル4の「危険な場所から全員避難」に位置付けられていた。なお、避難勧告の下位には2005年から避難準備（現・高齢者等避難）が設けられていた。

## 基準・伝達
地方公共団体（市区町村）が直面する災害の種類は、洪水、土砂災害、大規模火災、原子力災害など、被害の程度が立地条件により異なることから、一定の基準が示されていないことが多い。洪水や土砂災害に対する基準雨量は、過去のデータなどからの推測値から設定される。
伝達手段として、防災無線、サイレン、町内会組織や消防団を利用した口頭伝達、自治体などの拡声器を備え付けた広報車による呼びかけなどがある。
避難所は、あらかじめ地区毎に地元自治体が指定し、ハザードマップとして取りまとめを行っている市町村がある。
2010年代に制定されたガイドラインでは、テレビやWebサイト等による伝達の際、ISO 22324等を参考に危険度をカラーレベルで表現することが望ましいとされている。一例として避難勧告は、NHKのテレビ放送では2019年の警戒レベル導入以降その配色に合わせて   紫系統（それ以前は    赤系統）、Yahoo! JAPANの避難情報のページでは     オレンジ色系統を使用していた。

## 経緯
「避難勧告」は、「避難指示」とともに1961年（昭和36年）の災害対策基本法制定（1962年施行）により設けられ、同法60条1項に明記されていた。1段階目に「勧告」、2段階目に「指示」という形で危険の急迫度の大きさにより使い分けていた。後年のガイドラインでは、基本は避難勧告が避難の引き金であり、避難指示は必ずしも出されるものではなくより切迫した状況で重ねて避難を促すものに位置付けられていた。
基準は、それぞれの市町村や集落の土地条件が異なることから、各市町村で差異のある基準をそれぞれ持っていた。ただし、2004年の消防庁の調査では風水害における発令基準の策定率は7.1%に過ぎず、2000年代までは予め具体的基準を定めていたところは少なかった。2004年の相次ぐ風水害を受けて2005年に初めて内閣府がガイドラインを定め、各市町村に策定を促している。
また、最終的に「避難勧告」を出すかどうか、いつ出すかは市町村長の判断に委ねられており、その発令を決断する難しさ、また解除のタイミングの難しさも課題となっていた。
2000年代以降は避難情報について問題提起や制度改正が相次ぐ。「避難準備情報」（現・高齢者等避難）が新設されたのは2005年で、内閣府がガイドラインで定め、一部の市町村が同年採用して以降、順次広がっていった（当初は法律に明記がなく、2013年6月の改正で明記された）。2004年の新潟・福島豪雨や相次ぐ台風災害を受けたもの。これにより、避難勧告の下位・前段階に避難準備情報が位置付けられ、避難情報が3段階となる。一方で、「避難勧告」「避難指示」のどちらが上位なのかわかりづらいといった問題も表出してきた。
2009年の大雨災害（台風9号）で避難中の被災事例が発生したことを契機に、定められた避難所への立退き避難に限らない、屋内安全確保を含めた安全な場所への移動を「避難」の行動とし、2014年にガイドラインが見直される。その後も2014年の広島市の土砂災害、2015年の関東・東北豪雨、2016年の台風10号被害、2018年7月の豪雨、2019年の東日本台風を受けて逐次見直される。
この逐次見直しの中で、2016年12月から避難準備情報を「避難準備・高齢者等避難開始」に改称すると同時に避難指示を「避難指示（緊急）」とし勧告との違いを明確化することが試みられた。2019年には大雨（浸水・土砂災害）・洪水の警戒レベルを導入し避難勧告と避難指示はレベル4=キーワード「全員避難」・避難準備はレベル3=「高齢者等避難」に位置付けられ、レベル5=「災害発生」に新たな情報として「災害発生情報」（現・緊急安全確保）が新設された。
勧告・指示のレベルへの位置付けは、警戒レベルに既存の避難情報を当てはめる過程で、どちらも全員避難すべきレベル4に該当することからやむをえず併置となったものの、従前からあった勧告・指示が混同されやすい・差が分かりにくいイメージに退行した面もあった。また、2つの情報があることで避難勧告の段階では避難せず避難指示を待つ事態が起こっていることも問題に挙げられた。避難指示をレベル5に位置付ける警戒レベル体系の変更も検討会の意見に挙がったが、最終的に2021年5月から避難勧告を廃止して避難指示に一本化することとなった。